# Anon+
Anon+ (pronunciado Anon Plus) é uma rede social em desenvolvimento. O serviço foi anunciado em 17 de julho de 2011. Ainda não se sabe como funcionará a nova rede social, mas sabe-se que ela terá conteúdo publicado livremente por qualquer pessoa.
A página inicial do sítio AnonPlus diz que haverá 18 desenvolvedores trabalhando no novo projeto. Tudo indica que será preciso esperar algum tempo até que a AnonPlus venha esteja disponível para o público. No sítio oficial da rede social há a indicação que o projeto está em fase de desenvolvimento bastante inicial.

## Surgimento
A Anonplus apresenta-se sob responsabilidade do grupo hacktivista Anonymous e surge depois de vários membros do grupo terem sido expulsos de algumas redes sociais tradicionais, como o Facebook, o Twitter e o Google+.
Muitos países como Espanha e Turquia, afirmam já terem prendido dezenas de membros do grupo, que ficou conhecido no fim de 2010 ao realizar diversos ataques DDoS contra corporações como PayPal, Visa, Mastercard e eBay, em apoio ao WikiLeaks.

## Serviço
A nova rede social será um espaço de ligação entre simpatizantes do movimento e para que não encontram na web locais para partilhar as suas opiniões com total liberdade de expressão. 
Ainda não sabe-se se o novo serviço estará mais orientado para organizar ações de hackers ou para se afirmar como um projeto alternativo destinado ao público, como alternativa às demais redes sociais.

## Objetivo
Os objetivos do grupo ao lançar a rede são os mesmo que o grupo segue: lutar contra ameaças de liberdade de expressão e do anonimato online.